# Livry, Calvados

Livry este o comună în departamentul Calvados, Franța. În 1 ianuarie 2018 avea o populație de 737 de locuitori.